# Onciale 0148
- Papyrus
- Onciale
- Minuscules
- Lectionnaire

Le Codex 0148, portant le numéro de référence 0148 (Gregory-Aland) ε 51 (von Soden), est un manuscrit du Nouveau Testament sur parchemin écrit en écriture grecque onciale.

## Description
Le codex se compose de une folio. Il est écrit en deux colonnes, de 24 lignes par colonne. Les dimensions du manuscrit sont 21,6 x 16,5 cm. Les experts datent ce manuscrit du VIIIe siècle,. 
C'est un manuscrit contenant le texte incomplet de l'Évangile selon Matthieu (28,5-19). 
Le texte du codex représenté type mixte. Kurt Aland le classe en Catégorie III. 
Lieu de conservation
Le codex est conservé à la Bibliothèque nationale autrichienne (Gr. 106) à Vienne.